# Alamim
Maomé ibne Harune Alamim (em árabe: محمد الأمين بن هارون الرشيد; romaniz.: Muhammad ibn Harun al-Amim) foi um califa abássida, filho do califa anterior Harune Arraxide. Ele reinou entre 809 até a sua morte, em 813.

## Califa
Atabari relata que Harune Arraxide por diversas vezes insistiu com seus filhos que eles deveriam respeitar-se uns aos outros e honrar a ordem de sucessão como ele articulou. Tanto Alamim quanto a Almamune assinaram acordos durante a peregrinação até Meca de que ambos respeitariam o testamento de seu pai. Alamim receberia o califado e Almamune se tornaria o governador da região do Grande Coração, na parte oriental do Irã, com autonomia quase total. Com a morte de Alamim, de acordo com este testamento, Almamune se tornaria califa.

### Hostilidade em relação a Almamune
Almamune já desconfiava de Alamim antes da morte do pai e convenceu Harune a levá-lo consigo em sua última viagem ao oriente. Embora Harune tenha instruído que os comandantes de Bagdá de sua expedição a ficarem com Almamune, eles retornaram para a cidade após a morte de Harune. Alamim tentou fazer com que o principal agente financeiro de Almamune em Rei contra ele, ordenou que o irmão reconhecesse seu próprio filho (Musa) como herdeiro e ainda pediu que ele voltasse para Bagdá. Almamune despediu o agente e se recusou a aceitar as ordens. Por ser filho de mãe persa, ele contava com grande apoio na região do Irã (a antiga Pérsia).
Alamim foi ainda incitado a agir contra o irmão por seus ministros, principalmente Alfadle ibne Arrabi. Entre as ações, ele mandou trazer os documentos sucessórios assinados em Meca para Bagdá e os destruiu. Ele também enviou agentes para o leste para provocar agitação no território de Almamune, algo que este conseguiu impedir na maior parte das vezes com uma atenta vigilância nas fronteiras. Por fim, Alamim também negou o acesso de Almamune à sua família e ao dinheiro que ele tinha em Bagdá.
Em março de 811, Alamim enviou um exército sob a liderança de Ali ibne Issa ibne Maane contra seu irmão. O habilidoso general Tair ibne Huceine, que comandava as forças de Almamune, derrotou Ali na Batalha de Rei de 3 de julho.

### Revoltas internas
Alamim enfrentou tensões crescentes na Síria, para onde ele enviou Abedal Maleque ibne Sale na tentativa de restaurar a ordem. Depois de intensas lutas, Abedal Maleque foi morto. O califa também enviou Amade ibne Maziade e Abedalá ibne Humaide com um exército de 20 000 homens cada para enfrentar Almamune, porém, agentes de Tair semearam a discórdia entre as tropas e ambas as forças acabaram lutando entre si.
O califa também enfrentou uma revolta em Bagdá liderada pelo filho de Ali ibne Issa, Huceine, que terminou morto quando ela foi logo esmagada. Tair avançou e tomou Avaz, tomando controle da região de Barém e partes da Arábia, com Baçorá e Cufa jurando lealdade a Almamune. O general continuou avançando em direção a Bagdá e derrotou os exércitos enviados contra ele. Em Meca, Daúde ibne Issa lembrou aos fiéis que Alamim havia destruído os acordos de sucessão de Harune Arraxide e os convenceu a se aliarem a Almamune. Em retorno, foi confirmado como governador de Meca e Medina.

### Cerco de Bagdá (812–813)
Tahir armou campo perto do Portão de Ambar e cercou Bagdá. Os efeitos do cerco foram intensificados quando os prisioneiros da prisão local foram soltos na cidade. Diversos combates violentos se sucederam, resultando numa degradação cada vez maior das posições de Alamim, que foi ficando cada vez mais deprimido.
Quando Tahir forçou finalmente a entrada na cidade, Alamim tentou negociar uma fuga segura. O general relutantemente concordou sob a condição de que Alamim entregasse seu cetro, seu selo real e todos os demais símbolos de seu califado. Alamim tentou fugir de barco, aparentemente levando consigo estes símbolos. Foi capturado, preso e assassinado, tendo a sua cabeça pendurada no Portão de Ambar. Atabari cita uma carta de Tahir para Almamune informando o novo califa da captura e execução do irmão, além da situação geral em Bagdá.